# Jan Latham-Koenig

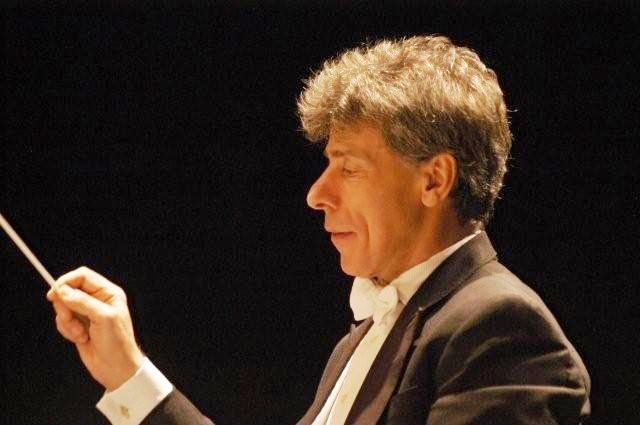
Jan Latham-Koenig

Jan Latham-Koenig (ur. 1953 w Anglii) – brytyjski pianista i dyrygent pochodzenia francusko-duńsko-polskiego.
Absolwent Royal College of Music. Laureat wielu nagród w dziedzinie dyrygentury oraz gry na fortepianie, a także Gulbenkian Fellowship, Jako dyrygent prowadził większość ważniejszych orkiestr w Wielkiej Brytanii, w tym Royal Philharmonic, Philharmonia, London Philharmonic, Royal Liverpool Philharmonic, Royal Scottish National, Hallé oraz wszystkie orkiestry BBC. W latach 1989–1992 był dyrektorem muzycznym Orquestra do Porto, którą stworzył na zlecenie rządu portugalskiego. Jest cenionym dyrygentem muzyki symfonicznej i operowej. 